# Brunneiapiospora deightoniella
Brunneiapiospora deightoniella är en svampart som först beskrevs av Franz Petrak, och fick sitt nu gällande namn av K.D. Hyde, J. Fröhl. & Joanne E. Taylor 1998. Brunneiapiospora deightoniella ingår i släktet Brunneiapiospora och familjen Clypeosphaeriaceae.   Inga underarter finns listade i Catalogue of Life.